# Dinu Bădescu
Dinu Constantin Bădescu (n. 17 octombrie 1904, Caracal, județul Romanați , astăzi județul Olt – d. 23 octombrie 1980, București ) a fost un tenor român.
A fost unul dintre marii artiști ai Operei Române, membru al unei garnituri solistice "de aur", alături de Valentina Crețoiu și Șerban Tassian.

## Cariera
A studiat la Conservatorul din București, clasa de bariton cu Gheorghe Folescu, apoi s-a specializat în Italia.
A debutat pe scena Operei Române din Cluj, ca bariton (1930), peste un an preluînd repertoriul de tenor. A fost solist al Operelor Române din Cluj și din București, într-o alternanță determinată fie de evoluția ascendentă a carierei fie de decizii administrative ale autorităților comuniste, care l-au pedepsit pentru o presupusă vină de denigrare a regimului popular. De asemenea, a cântat și în străinătate, la teatrele din Viena, Volksoper și Staatsoper și la Balșoi din Moscova. 
A fost profesor de canto la Conservatoarele din Cluj  și din București.

## Roluri
A apărut în foarte multe roluri principale, printre care cele din operele Boema, Ernani, Tubadurul, Paiațe, Lucia di Lammermoor, Cavelleria rusticana, Andrea Chénier, Carmen, Povestirile lui Hoffmann, Werther, Fuast, Aida, Bal mascat, Rigoletto, La traviata, Tosca, Turandot, Cavalerul rozelor, Dama de pică etc.

## Distincții
- Ordinul Meritul Cultural în gradul de Cavaler cl. II, pentru muzică (23 septembrie 1942)[3]
- titlul de Artist Emerit al Republicii Populare Romîne (26 august 1954) „pentru merite excepționale în domeniul dezvoltării artei”[4]

## Scrieri
A publicat epigrame și volumul de amintiri "Pe cărările unei vieți de boem" (1973)